# Чине
Чине (на турски: Çine) е град и околия на вилает Айдън, Турция. Площта ѝ е 820 km2, а населението ѝ е 49 760 души (2018). Чине е на 38 km източно от град Айдън, на пътя към Мугла.

## География
Чине е привлекателен селски район в южната част на долината на река Бююк Мендерес, на южния склон на планината Мадран. Местната икономика зависи от добива на кварц и аметист, горското и селското стопанство. През 2013 г. са завършени язовирът „Чине“ и прилежащата водноелектрическа централа.

## История
През вековете районът принадлежи на йонийци, карийци, лидийци, перси, римляни и византийци. Селджукските турци водят ожесточени боеве с византийците за контрол върху Чине, като в крайна сметка районът се озовава в ръцете на анадолския бейлик Ментеше. Първото селище е на 8 km южно от съвременния град.
През 1426 г. околията е завладяна от Мурат II и включена в състава на Османската империя. От 1867 до 1922 г. Чине е част от Айдънския вилает на Османската империя. Градът се разраства през XIX век, когато след Руско-турската война от 1877 – 1878 г. изселените от Русия турци са настанени тук от султан Абдул Хамид II. Градът е унищожен от пожар през 1900 г. и впоследствие възстановен.
Старото име на околията е Къроба.

## Състав
В околия Чине има 72 махали.

## Образование
В околията има 3 детски градини, 25 основни училища, 5 средни училища, 9 гимназии, 1 обществен образователен център, 1 център за професионално обучение, 1 център за наука и изкуство и 1 център за специална учебна практика към Министерството на народната просвета.